# Amedeo Simonetti
Amedeo Simonetti (detto Momo; Genova, 8 aprile 1874 – Roma, 22 aprile 1922) è stato un pittore italiano.

## Biografia
Figlio di Michelangelo e di Guglielma Severini, in famiglia lo chiamavano col il nomignolo Momo. Si avvicinò alla pittura grazie all'esempio degli zii Ettore Simonetti (1857-1909), pittore orientalista e specialista in dipinti settecenteschi, e Attilio Simonetti (1843-1925), pittore e antiquario, allievo del pittore spagnolo Marià Fortuny i Marsal. Studiò all'Accademia di Belle Arti di Roma con Giovanni Costantini, detto il "Grillo", che fece parte dei XXV della campagna romana ed era specializzato anche in pittura di genere, di gusto e ambientazione settecentesca. Amedeo Simonetti dipingeva cieli rosati e delicati, vasti e profondi, con tecnica quasi impressionistica. 
Ritrasse la campagna nella zona Prati, che il cemento stava divorando e dove nascevano nuovi quartieri residenziali. Oltre agli studi di paesaggio dal vero si dedicò a soggetti orientalisti e dipingeva anch'egli, nel gusto del Settecentismo, quadri con cardinali, pomposi nella loro porpora, con moschettieri e con graziose damine. Su invito di Onorato Carlandi, nel 1919 entrò nel gruppo dei XXV della campagna romana, con il soprannome di "sbuciafratte", portando con sé il figlio giovanissimo Virgilio, detto "Gazzella".

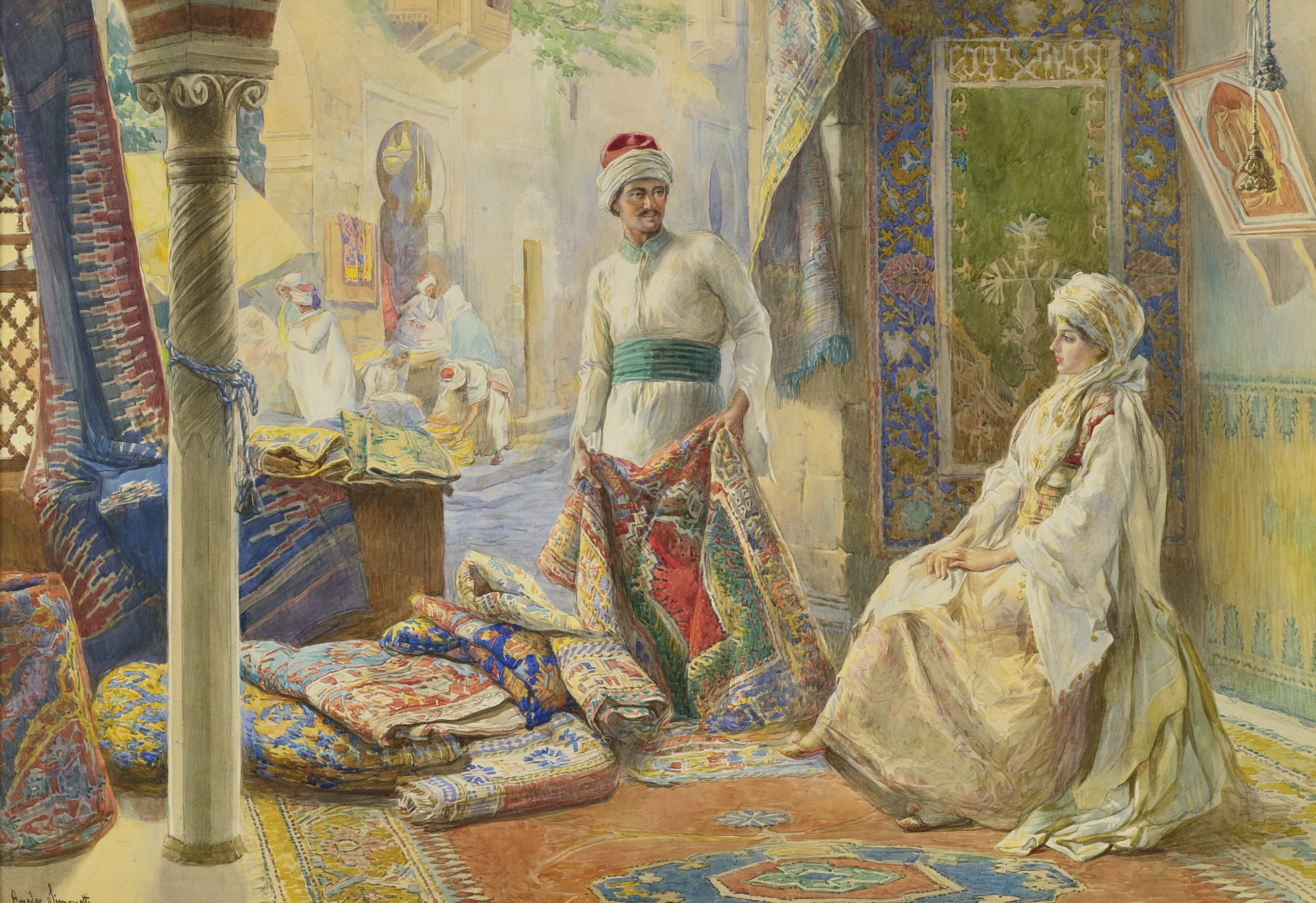
Il mercante di tappeti

### Mostre
Partecipò a varie mostre organizzate dall'Associazione romana degli Acquerellisti. Nel 1904 espose Impressione alla Mostra Internazionale d'Arte di Venezia. Nel 1906 presentò Alba di Quaresima, alla Mostra Nazionale di Milano. Nel 1908 espose "Il bacio" alla Mostra Internazionale d'Arte di Venezia.

### Opere
- Villa Borghese, Roma. Galleria Comunale d'Arte Moderna.
- Barrozzi a Prima Porta (acquerello), 1900.
- Il mercante di tappeti.